# Camp de Bedeau
Le camp de Bedeau est un camp d'internement situé dans la région de l'Oranie en Algérie, créé par l'armée française d'Afrique du Nord pour interner des soldats juifs. Bedeau était le nom donné, pendant la période coloniale, à la commune de Ras El Ma (wilaya de Sidi Bel Abbès).

## Histoire
Le 8 octobre 1940, l'abolition du décret Crémieux retire leur nationalité aux Juifs d'Algérie et par conséquent aux soldats juifs d'Algérie de l'armée française de Vichy. Le 27 mars 1941, les circulaires du général Odilon Picquendar ordonnent l'internement des soldats juifs d'Algérie. 190 d'entre eux arrivent dès avril 1941, au camp de Bedeau, à 90 kilomètres au sud-est de Tlemcen et 80 autres au camp de Teleghma. Quant aux 30 soldats juifs français en Algérie qui avaient la nationalité française autrement que par le décret Crémieux, ils sont purement et simplement renvoyés en France métropolitaine où leur sort est incertain, à l'exception de celui de deux d'entre eux envoyés travailler dans des mines de charbon où ils échappent aux rafles.
Le travail mené au camp de Bedeau était dérisoire et stérile : concasser des cailloux par des moyens primitifs, la masse et la martelette.
Malgré le débarquement anglo-américain en Algérie du 8 novembre 1942, le général Giraud ne rétablit pas le décret Crémieux quand il abolit toutes les autres ordonnances et lois de Vichy. Ce n'est qu'à partir de juin 1943 que les camps d'internement sont résorbés et que le 20 octobre 1943 que le décret Crémieux est rétabli.